# ФК Динамо Дрезден
ФК Динамо Дрезден је немачки фудбалски клуб из Дрездена. Тренутно се такмичи у Другој Бундеслиги Немачке, другом рангу такмичења.
Основан је 1950. као фудбалски клуб у оквиру спортског друштва народне полиције Дрездена (SG Deutsche Volkspolizei Dresden), а 12. априла 1953, неколико дана након оснивања централног спортског друштва Динамо, клуб је преименован у Динамо Дрезден и постао је део спортског друштва Динамо. Постао је један од најпопуларнијих и најуспешнијих клубова у источнонемачком фудбалу, освојивши осам титула првака државе и седам трофеја националног купа. Након уједињења Немачке 1990, Динамо је одиграо четири сезоне у Бундеслиги (1991—1995), али је од тада лутао између другог и четвртог ранга.
Своје домаће утакмице од настанка игра на стадиону Рудолф Харбиг, а који има капацитет за 32.066 гледалаца.

## Историја

### Ране године (1950—1954)
Град Дрезден је играо значајну улогу у немачком фудбалу пре и за време Другог светског рата, са локалним клубом Дрезднером који је освајао титуле у националном првенству 1943. и 1944. године. После Другог светског рата савезничке окупационе власти расформирале су организације широм земље, укључујући и спортске и фудбалске клубове као Дрезднер, као део процеса денацификације.
Граду је био потребан нови, идеолошки чист представник, па је 1950. основан нови фудбалски клуб у оквиру спортског друштва народне полиције Дрездена (SG Deutsche Volkspolizei Dresden). Тим је био састављен од играча делегираних из 11 сродних полицијских клубова, и брзо се наметнуо као сила у источнонемачком фудбалу, освојивши 1952. први куп. У марту 1953. основано је централно спортско друштво Динамо, којем се Deutsche Volkspolizei Dresden прикључио 12. априла 1953. и тако добио име Динамо Дрезден (SG Dynamo Dresden).
Добри резултати су се показали штетним по клуб. Ерих Милке, шеф Штазија, чији је Динамо сада био део, није био задовољан што је Дрезден уживао у фудбалском успеху, док је престоници, Источном Берлину, недостајао јак фудбалски тим. Године 1954, Динамов тим је премештен у Берлин, да би формирали Динамо Берлин. Након што је први тим премештен у Берлин, Динамо је са такмичењем 1954. наставио у Другој лиги.

### Повратак у врх (1954—1969)
Динамо Дрезден је остављен са тимом састављеним од младих и резервних играча, и до 1957. је испао у четврту лигу. Клуб је убрзо почео да се пење по лигама и до 1962. је поново био у Првој лиги, и иако је већ у првој сезони испао, вратио се у Прву лигу већ након једне сезоне. Клуб се једнако добро опоравио од још једног испадања 1968, и затим се од 1969. задржао у Првој лиги до њеног расформирања 1991. године. Ова селидба у нижи ранг је уследила након четвртог места у сезони 1966/67, што је омогућило Динаму прво учешће у неком европском такмичењу, играо је Куп сајамских градова у сезони 1967/68, али је поражен већ у првом колу од шкотског Ренџерса.
Током сезоне 1965/66, 11 источнонемачких клубова је одвојено од својих матичних спортских друштава да би постали независни фудбалски клубови: клубови су се у потпуности фокусирали на фудбал, а у њих су слани највећи таленти са циљем развијања играча за национални тим. Динамо Дрезден је био један од ових клубова, са тим што је он задржао титулу спортског друштва (Sportgemeinschaft (SG)).

### Славне године (1969—1978)
Током 1970-их, Динамо се етаблирао као један од најбољих клубова у Источној Немачкој, под руководством Валтер Фрицша. Освојио је пет лигашких титула (1971, 1973, 1976, 1977. и 1978) и два купа (1971. и 1977). Борио се са Магдебургом за доминацију у лиги, и постао је најпопуларнији клуб у држави, привлачећи просечно по 25 хиљада гледалаца на утакмице, око три пута више у односу на друге клубове. Клуб је такође постао редован учесник европских такмичења, играо је сваке године током 70-их, а на свом путу до четири четвртфинала побеђивао је нека велика имена као Порто, Јувентус и Бенфика. Током овог времена Динамо је први пут за противника добио клуб из Западне Немачке, али је у осмини финала Купа европских шампиона у сезони 1973/74. поражен од минхенског Бајерна укупним резултатом 7:6. Године 1973, Ханс-Јирген Клајше постао је први фудбалер Динама које је проглашен источнонемачким фудбалером године, а 1977. је уследио и Ханс-Јирген Дернер.
Историја се поновила на крају седамдесетих година. Ерих Милке, поново љубоморан што клубови из провинције доминирају лигом, док је његов Динамо Берлин био без успеха, почео је да манипулише лигом у корист клуба из престонице.

### (1978—1991)
Источнонемачки фудбал је углавном био постављен у корист 11 „фудбалских клубова“, који су обично узимали најбоље играче, али се власт обично држала даље од терена. То се ипак променило крајем 70-их и током 80-их, пошто су судије и играчи били приморани од стране Штазија да раде у корист берлинског Динама. Динамо Берлин је освојио десет узастопних титула, од 1979. до 1988. Од свих клубова, Динамо је био највише погођен овим, пошто је шест пута сезону завршавао као други, иако је освојио три трофеја Купа (1982, 1984. и 1985). Крајем 1980-их, утицај Штазија је слабио, тако да је Динамо Дрезден поново освојио титулу 1989, и одбранио је 1990, када је освојио и куп.
До овог тренутка је пао Берлински зид, и већина најбољих играча из Источне Немачке је искористило прилику да оде на запад. У лето 1990, Динамо Дрезден је изгубио два велика играча, Улф Кирстен је прешао у Бајер Леверкузен, а Матијас Замер у Штутгарт. Пошто се уједињење Немачке назирало, многи клубови са истока су променили имена да би се отарасили совјетске слике, а Динамо Дрезден је променио из SG у више традиционално 1. FC. Прва лига (Oberliga) је променила име у својој последњој сезони 1990/91. (NOFV-Oberliga) и искоришћена је да се одреди који источнонемачки клубови ће играти у уједињеној лиги Немачке наредне сезоне. Динамо Дрезден је завршио као други, иза Ханзе Росток, и тако се пласирао у Бундеслигу.
Током 1980-их клуб је наставио да буде редован учесник европских такмичења, генерално постижући добре резултате. У Купу победника купова 1985/86, Динамо је међутим доживео шокантан пораз у реванш мечу четвртфиналног двомеча против Бајера Јординген из Западне Немачке: пошто је победио са 2:0 у првом мечу, Динамо је на полувремену реванш меча водио са 3:1, када се повредио голман Бернд Јакубовски, а његова замена Јенс Раме је успео да прими шест голова, па је Динамо на крају изгубио са 7:3. Осим тога, нападач Франк Липман је искористио овај меч у Крефелду да побегне на запад. Најбољи резултат Динамо је постигао у сезони 1988/89. Купа УЕФА, победивши Рому на путу до полуфинала, али је ту поражен од Штутгарта. Последње учешће у европским такмичењима имао је у Купу европских шампиона у сезони 1990/91, када је у четвртфиналу поражен од Црвене звезде, која је после освојила трофеј. Ипак тај сусрет је остао упамћен по нереду Динамових навијача на реванш мечу у Дрездену, када је утакмица прекинута у 78. минуту, а то је резултовало да клуб добије забрану играња у Европи наредне године.

### Бундеслига (1991—1995)
Иако је био један од најбољих клубова у Источној Немачкој, живот у Бундеслиги је био много тежи за Динамо, једва је преживљавао како финансијски тако и на терену. Клуб је провео четири године у Бундеслиги, током којих је био у сталној борби за опстанак. Најбољи пласман је било 13. место у сезони 1993/94, али је Динамо наредну сезону завршио на последњем месту, променивши чак три тренера током сезоне. Поред овог, клуб је нагомилао дугове од преко 10 милиона марака, и није добио лиценцу да игра у Другој Бундеслиги, па је са такмичењем од сезоне 1995/96. наставио у Регионалној лиги Североисток, трећем рангу. Председник клуба, Ролф-Јирген Ото, осуђен је због тога што је проневерио око 3 милиона марака из клуба.

### Успони и падови (1995—2006)
Динамо је покушавао да се прегрупише у Регионалној лиги, па је покушао са бившим играчима на тренерској позицији, редом су били Ханс-Јирген Клајше (1995–1996), Удо Шмук (1996) и Хартмут Шаде (1996-1998), али ни са њима клуб није успео да се озбиљније укључи у борбу за виши ранг. Године 1998, Динамо је завршио као други са 60 бодова, али са чак 32 бода мање иза првопласиране Тенис Борусије Берлин. У сезони 1999/00. дошло је до реструктурирања Регионалне лиге, четири лиге је требало свести на две, а Динамо је морао да заврши међу првих седам да би избегао испадање. Ипак то му није пошло за руком и завршивши сезону на осмом месту испао је у нижи ранг. У том тренутку Динамо није био ни најбољи тим у Дрездену, Дрезднер се вратио након уједињења и 2000. је био други у Регионалној лиги Североисток.
Оптимизам у повратак у виши ранг је био висок, међутим, конкуренција је била веома јака у Четвртој лиги јер су из вишег ранга такође испали Лајпциг, Магдебург и Цвикау, Динамо ипак није могао да се избори са њиховим главним ривалима за виши ранг Лајпцигом и Магдебургом и на крају је сезону 2000/01. завршио на петом месту. За следећу сезону за тренера је доведен Кристоф Франке, и он је одвео Динамо у виши ранг - освојено је прво место, да би у плеј офу био побеђен резервни тим Херте Берлин и тако обезбеђен пласман у Регионалну лигу Североисток.
Динамо је завршио на респектабилном седмом месту у својој првој повратничкој сезони у трећем рангу, да би наредне сезоне 2003/04. уследио још један пласман у виши ранг, пошто је сезону завршио на другом месту иза Рот-Вајс Есена. Прву сезону у Другој Бундеслиги клуб је завршио на осмом месту, највише захваљујући добром другом делу сезоне, јер је након првог дела био надомак грчевите борбе за опстанак. Наредна сезона 2005/06. је почела добро и Динамо је стигао и до трећег места након победе од 2:1 против Минхена 1860, али је након тога уследило тринаест мечева без победе, па је након четири године смењен тренер Кристоф Франке. Резултати су се поправили са новим тренером Петером Пакултом, међутим Динамо није могао да избегне испадање, завршивши на петнаестом месту.

### Стабилизација (2006—данас)
Динамо је поново био у Регионалној лиги и са циљем пласмана у виши ранг, ипак тренер Петер Пекулт је након шест утакмица напустио клуб да би водио свој бивши клуб Рапид Беч, а са новим тренером, Норбертом Мајером, Динамо је заузео седмо место, делом и због лоших резултата у гостима. Назирала се још једна реорганизација структуре лиге, па је Динамо знао да мора да заврши међу првих десет да би се квалификовао за нову националну Трећу лигу. Динамо је у сезони 2007/08. Регионалне лиге Север осигурао учешће у Трећој лиги као осми на табели. Године 2007, клуб је вратио старо име SG Dynamo Dresden.
Прву сезону у Трећој лиги клуб је завршио у средини табеле. Сезона 2009/10. је почела лоше, па је холандски тренер Руд Кајсер смењен и на његово место је постављен Матијас Маукш, бивши играч који је имао успеха са резервним тимом Динама. Маукш је успео да спасе клуб од испадања и сезону је завршио на 12. месту. У сезони 2011/12. Маукш је држао тим у борби за место у плеј офу за виши ранг, али је у априлу смењен због серије од пет утакмица без победе, а заменио га је Ралф Лозе. Лозе је завршио сезону без пораза и осигурао треће место, као и плеј оф против Оснабрика, којег је Динамо победио укупним резултатом 4:2 и тако обезбедио повратак у Другу Бундеслигу након пет сезона у трећем рангу.
Динамо је добро одиграо сезону 2011/12. у Другој Бундеслиги, екипа се стално држала подаље од борбе за опстанак и на крају завршила на деветом месту. Сезона 2012/13. је почела лоше па је Ралф Лозе смењен у децембру 2012, када је клуб заузимао петнаесто место. Замењен је са Петером Пакултом, који се вратио у клуб након шест година. На крају је Динамо сезону завршио на шеснаестом месту иза Ерцебирге Ауе због слабије гол разлике иако су имали исти број бодова. То је значило да је морао да игра бараж за опстанак, а за противника је добио Оснабрик, први меч у гостима завршио се победом Осанбрика од 1:0, али је Динамо у реваншу победио са 2:0 и тако избегао испадање у нижи ранг. Због лошег почетка у сезони 2013/14. Пакулт је смењен августа 2013, а на његово место је дошао Олаф Јансен. Јансен ипак није успео да спасе клуб од испадања у Трећу Бундеслигу, Динамо је сезону 2013/14. завршио са само пет победа и чак седамнаест нерешених резултата на претпоследњем месту Друге Бундеслиге. У сезони 2015/16. Динамо је освојио прво место у Трећој Бундеслиги и тако се, након две сезоне у трећем рангу, вратио у Другу Бунедслигу.

## Успеси

### Национални
- Прва лига Источне Немачке
  - Првак (8): 1952/53, 1970/71, 1972/73, 1975/76, 1976/77, 1977/78, 1988/89, 1989/90.
  - Други (8): 1951/52, 1978/79, 1979/80, 1981/82, 1983/84, 1984/85, 1986/87, 1990/91.
- Куп Источне Немачке
  - Освајач (7): 1951/52*, 1970/71, 1976/77, 1981/82, 1983/84, 1984/85, 1989/90.
  - Финалиста (4): 1971/72, 1973/74, 1974/75, 1977/78.

* Као SG Deutsche Volkspolizei Dresden
- Суперкуп Источне Немачке
  - Финалиста (1): 1989.

### Међународни
- УЕФА Лига шампиона
  - Четвртфинале (3): 1976/77, 1978/79, 1990/91.
- Куп победника купова
  - Четвртфинале (2): 1984/85, 1985/86.
- Куп УЕФА
  - Полуфинале (1): 1988/89.
  - Четвртфинале (2): 1972/73, 1975/76.

## Стадион
Дом Динама од оснивања је стадион Рудолф Харбиг. Првобитни стадион је отворен 1923. године, од 1951. носио је назив Рудолф Харбиг, по локалном атлетичару и олимпијцу Рудолфу Харбигу, 1971. име је промењено у Динамо стадион, да би након уједињења Немачке 1990. поново било враћено име Рудолф Харбиг. Од 2010. до 2015. стадион је носио име Гликсгас, по баварској енергетској компанији која је откупила право на име стадиона на 5 година. Тренутни капацитет стадиона је 32.066 гледалаца.
Стари стадион Рудолф Харбиг је био застарео па су почетком 2006. почели преговори око изградње новог стадиона на његовом месту. У фебруару 2007. су одобрена средства, да би 4. маја 2007. био потписан уговор о изградњи са роком од 2 године за завршетак стадиона, а крајем 2007. почело са рушењем трибина старог стадиона и изградњом новог. Изградња стадиона је коштала око 45 милиона евра.
Нови стадион је отворен 15. септембра 2009, када је Динамо одиграо пријатељски меч са Шалкеом 04, а домаћи тим је пред пуним трибинама поражен са 2:1. Стадион је био домаћин неколико утакмица Светског првенства у фудбалу за жене 2011.

## Динамо Дрезден у европским такмичењима
| Сезона   | Такмичење              | Коло          | Држава                                           | Клуб               | Резултат                |
| -------- | ---------------------- | ------------- | ------------------------------------------------ | ------------------ | ----------------------- |
| 1967/68. | Куп сајамских градова  | 1. коло       | Шкотска                                          | Ренџерс            | 1:1, 1:2                |
| 1970/71. | Куп сајамских градова  | 1. коло       | Социјалистичка Федеративна Република Југославија | Партизан           | 0:0, 6:0                |
| 1970/71. | Куп сајамских градова  | 2. коло       | Енглеска                                         | Лидс јунајтед      | 0:1, 2:1                |
| 1971/72. | Куп европских шампиона | 1. коло       | Холандија                                        | Ајакс              | 0:2, 0:0                |
| 1972/73. | Куп УЕФА               | 1. коло       | Аустрија                                         | ВЕСТ Линц          | 2:0, 2:2                |
| 1972/73. | Куп УЕФА               | 2. коло       | Пољска                                           | Рух Хожов          | 1:0, 3:0                |
| 1972/73. | Куп УЕФА               | осмина финала | Португалија                                      | Порто              | 2:1, 1:0                |
| 1972/73. | Куп УЕФА               | четвртфинале  | Енглеска                                         | Ливерпул           | 0:2, 0:1                |
| 1973/74. | Куп европских шампиона | 1. коло       | Италија                                          | Јувентус           | 2:0, 2:3                |
| 1973/74. | Куп европских шампиона | осмина финала | Западна Немачка                                  | Бајерн Минхен      | 3:4, 3:3                |
| 1974/75. | Куп УЕФА               | 1. коло       | Данска                                           | Рандерс Фреја      | 1:1, 0:0                |
| 1974/75. | Куп УЕФА               | 2. коло       | Совјетски Савез                                  | Динамо Москва      | 1:0, 0:1 (4:3 пен)      |
| 1974/75. | Куп УЕФА               | осмина финала | Њемачка                                          | Хамбургер          | 1:4, 2:2                |
| 1975/76. | Куп УЕФА               | 1. коло       | Румунија                                         | АСА Таргу Муреш    | 2:2, 4:1                |
| 1975/76. | Куп УЕФА               | 2. коло       | Мађарска                                         | Хонвед             | 2:2, 3:0                |
| 1975/76. | Куп УЕФА               | осмина финала | Совјетски Савез                                  | Торпедо Москва     | 3:0, 1:1                |
| 1975/76. | Куп УЕФА               | четвртфинале  | Енглеска                                         | Ливерпул           | 0:0, 1:2                |
| 1976/77. | Куп европских шампиона | 1. коло       | Португалија                                      | Бенфика            | 2:0, 0:0                |
| 1976/77. | Куп европских шампиона | осмина финала | Мађарска                                         | Ференцварош        | 0:1, 4:0                |
| 1976/77. | Куп европских шампиона | четвртфинале  | Швајцарска                                       | Цирих              | 1:2, 3:2                |
| 1977/78. | Куп европских шампиона | 1. коло       | Шведска                                          | Халмстад           | 2:0, 1:2                |
| 1977/78. | Куп европских шампиона | осмина финала | Енглеска                                         | Ливерпул           | 1:5, 2:1                |
| 1978/79. | Куп европских шампиона | 1. коло       | Социјалистичка Федеративна Република Југославија | Партизан           | 0:2, 2:0 (5:4 пен)      |
| 1978/79. | Куп европских шампиона | осмина финала | Република Ирска                                  | Бохимијан          | 0:0, 6:0                |
| 1978/79. | Куп европских шампиона | четвртфинале  | Аустрија                                         | Аустрија Беч       | 1:3, 1:0                |
| 1979/80. | Куп УЕФА               | 1. коло       | Шпанија                                          | Атлетико Мадрид    | 2:1, 3:0                |
| 1979/80. | Куп УЕФА               | 2. коло       | Њемачка                                          | Штутгарт           | 1:1, 0:0                |
| 1980/81. | Куп УЕФА               | 1. коло       | Социјалистичка Федеративна Република Југославија | Напредак Крушевац  | 1:0, 1:0                |
| 1980/81. | Куп УЕФА               | 2. коло       | Холандија                                        | Твенте             | 1:1, 0:0                |
| 1980/81. | Куп УЕФА               | осмина финала | Белгија                                          | Стандард Лијеж     | 1:1, 1:4                |
| 1981/82. | Куп УЕФА               | 1. коло       | Совјетски Савез                                  | Зенит Лењинград    | 2:1, 4:1                |
| 1981/82. | Куп УЕФА               | 2. коло       | Холандија                                        | Фајенорд           | 1:2, 1:1                |
| 1982/83. | Куп победника купова   | 1. коло       | Данска                                           | Б-93 Копенхаген    | 2:0, 1:5                |
| 1984/85. | Куп победника купова   | 1. коло       | Шведска                                          | Малме              | 0:2, 4:1                |
| 1984/85. | Куп победника купова   | осмина финала | Француска                                        | Мец                | 3:1, 0:0                |
| 1984/85. | Куп победника купова   | четвртфинале  | Аустрија                                         | Рапид Беч          | 3:0, 0:5                |
| 1985/86. | Куп победника купова   | 1. коло       | Белгија                                          | Серкл Бриж         | 2:3, 2:1                |
| 1985/86. | Куп победника купова   | осмина финала | Финска                                           | Хелсинки           | 0:1, 7:2                |
| 1985/86. | Куп победника купова   | четвртфинале  | Њемачка                                          | Бајер Јординген    | 2:0, 3:7                |
| 1987/88. | Куп УЕФА               | 1. коло       | Совјетски Савез                                  | Спартак Москва     | 0:3, 1:0                |
| 1988/89. | Куп УЕФА               | 1. коло       | Шкотска                                          | Абердин            | 0:0, 2:0                |
| 1988/89. | Куп УЕФА               | 2. коло       | Белгија                                          | КСВ Варегем        | 4:1, 1:2                |
| 1988/89. | Куп УЕФА               | осмина финала | Италија                                          | Рома               | 2:0, 2:0                |
| 1988/89. | Куп УЕФА               | четвртфинале  | Румунија                                         | Викторија Букурешт | 1:1, 4:0                |
| 1988/89. | Куп УЕФА               | полуфинале    | Западна Немачка                                  | Штутгарт           | 0:1, 1:1                |
| 1989/90. | Куп европских шампиона | 1. коло       | Грчка                                            | АЕК Атина          | 1:0, 3:5                |
| 1990/91. | Куп европских шампиона | 1. коло       | Луксембург                                       | Унион Луксембург   | 3:1, 3:0                |
| 1990/91. | Куп европских шампиона | осмина финала | Шведска                                          | Малме              | 1:1, 1:1 (5:4 пен)      |
| 1990/91. | Куп европских шампиона | четвртфинале  | Социјалистичка Федеративна Република Југославија | Црвена звезда      | 0:3, 0:3 (меч прекинут) |